# 清棲家教
清棲 家教（きよす いえのり、1862年6月19日（文久2年5月22日） - 1923年（大正12年）7月13日）は、皇族（伏見宮家）出身の日本の華族（伯爵）。佛光寺第26代管長を務めたあと還俗し、貴族院議員、宮中顧問官、官選県知事などを務めた。
臣籍降下した後、形式的ではあるが皇籍復帰した直近最後の人物である。

## 生涯
文久2年（1862年）、伏見宮邦家親王の第15王子として江戸で生まれる。幼称は六十宮。
慶応2年（1866年）に臣籍降下し真宗仏光寺第25代管長教応（法名は真達、鷹司政通三男）の養子となる。明治元年（1868年）、仏光寺を相続、仏光寺第26代管長となった。明治5年（1872年）には華族に列し、寺の所在地から取った渋谷（しぶたに）を家号として、渋谷 家教（しぶたに かきょう）と称した。明治13年（1880年）、大教正。
明治21年（1888年）6月28日に渋谷家を離籍した上で、同日付で形式的に伏見宮家に皇籍復帰したのち、臣籍降下（賜姓降下）して伯爵清棲家教となった。
官報には次のように記載されている。

引用註：官報の書式では姓名は下揃えのため、／は空白を指す。
○授爵及辭令
○明治二十一年六月二十八日
授伯爵　／　正四位　清棲家教
　
思召シヲ以テ伏見宮ヘ復歸被仰付　／　佛光寺住職正四位　澁谷家教
華族に被列　／　正四位　清棲家教

その後、貴族院伯爵議員、宮中顧問官のほか、山梨県知事（11代）、茨城県知事（16代）、和歌山県知事（12代）、新潟県知事（12代）を務めた。和歌山県知事時代にはそれまで群馬県と並んで廃娼県だった県下に再度、公娼を設置する置娼案の議会通過を認めた。このため「女郎屋知事」「置娼伯」と揶揄された。
1923年（大正12年）7月13日 に薨去。61歳没。

## 年譜
- 文久2年5月22日（1862年6月19日） - 誕生
- 1888年（明治21年）
  - 6月28日 - 皇籍復帰した後、再度賜姓降下して清棲伯爵に叙される[7]。
  - 7月2日 - 東京府貫属[9]
- 1890年（明治23年）7月10日 - 貴族院伯爵議員[10]
- 1897年（明治30年）5月27日 - 山梨県知事（11代）に任ぜられる。
- 1898年（明治31年）6月25日 - 茨城県知事（16代）に任ぜられ、高等官二等に叙される[11]。
- 1899年（明治32年）4月6日 - 茨城県知事を依願免本官[12]。
- 1903年（明治36年）6月29日 - 和歌山県知事（12代）に任ぜられる。
- 1907年（明治40年）1月12日 - 新潟県知事（12代）に任ぜられ、高等官一等に叙される[13]。
- 1912年（明治45年）3月28日 - 文官分限令に基づき新潟県知事を休職[14]。
- 1923年（大正12年）7月13日 - 薨去[15]。

## 家族
妻は倉橋泰顕の長女、満子。子の隆教は渋谷家を継いだため（明治29年に男爵となる）、清棲伯爵家は真田伯爵家から養子に入った幸保が相続した。なお、幸保は後に、家教の甥に当たる伏見宮博恭王の第2王女、敦子女王と結婚している。

## 栄典
- 1899年（明治32年）6月30日 - 従三位[16]
- 1906年（明治39年）4月1日 - 勲三等旭日中綬章[17]
- 1907年（明治40年）7月10日 - 正三位[18]
- 1915年（大正4年）11月10日 - 大礼記念章[19]
- 1916年（大正5年）
  - 4月1日 - 勲二等瑞宝章[20][21]
  - 7月20日 - 従二位[22]
- 1923年（大正12年）7月13日 - 正二位[23]、勲一等瑞宝章[24]